# Schefflera schizophylla
Schefflera schizophylla là một loài thực vật có hoa trong Họ Cuồng cuồng. Loài này được (Hance) Frodin miêu tả khoa học đầu tiên năm 2003 publ. 2004.